# Niels de Hofman-Bang
Niels de Hofman-Bang (skrev sig de Hofman (Bang) (8. juni 1776 i Vejle - 5. marts 1855 på Hofmansgave) var en dansk godsejer, agronom og botaniker. Hofman-Bangs grandonkel Niels de Hofman oprettede 1784 af godset Bøttigersholm på Nordfyn stamhuset Hofmansgave og indsatte sin grandnevø til første besidder mod at antage slægten de Hofmans navn og våben. Han var far til Niels Erik de Hofman-Bang

## Familie
Han var søn af toldforvalter og kaptajn Claus Bang (1740–1805 og Erica Pontoppidan (1750–78). Gift 13 august 1802 på Frederiksberg med Charlotte Malling (9.juni 1786 i København - 13.5.1879 på Hofmansgave), datter af kommitteret, senere statsminister Ove Malling (1747–1829) og Christiane Beck (1761–1834). Han var far til Niels Erik de Hofman-Bang.

## Uddannelse og netværk
Hofman Bang blev student fra Nyborg latinskole 1793, og 1795 begyndte han at studere naturvidenskab ved Københavns Universitet og ved Naturhistorieselskabet, hvis lærer Martin Vahl blev hans ven for livet. I Nyborg var han blevet ven med den senere kendte norske industrimand og politiker, Jacob Aall, der sammen med Henrich Steffens, Jens Wilken Hornemann og den senere biskop P. E. Müller blandt hans studiekammerater. I 1797–1800 var han på en dannelsesrejse til Tyskland, Bøhmen, Frankrig og England, og rejste i perioder sammen med nogle af disse studiekammerater. Undervejs knyttede han forbindelse med mange fremtrædende videnskabsmænd, som han senere korresponderede med om videnskabelig emner.

## Godsejer
Fra 1802 til sin død boede han på Hofmansgave, bortset fra årene 1806–08 da han forsøgte at etablere et mønsterlandbrug på Bistrupgård ved Roskilde som han havde købt. Krigen med England gjorde driften urentabel, og han solgte gården til Københavns fattigvæsen. På Hofmansgave førte han sine ideer videre og virkede bl.a. for udvidet dyrkning af kartofler og hør, for forbedring af græsmarker og for indførelse af frugtavl. Sammen med Aall etablerede han en handelsforbindelse mellem Odense og Tvedestrand i Norge, der bestod i 40 år. På Hofmansgave omlagde han parken og plantede et arboret af udenlandske træer, hvoraf nogle endnu lever. Godset blev samlingssted og refugium for danske botanikere. 

## Botaniker
Hofman Bang indberettede plantefund til Hornemanns floraarbejde og samlede et botanisk museum, hvis naturalier nu er på Naturhistorisk Museum i København. Hans botaniske hovedinteresse var alger, og denne interesse har dels inspireret Hans Christian Lyngbye, der i fem år var huslærer på Hofmansgave, til dennes banebrydende arbejde, dels været grundlag for Hofman Bangs vigtigste afhandling "Om Confervernes Nytte i Naturens Husholdning", som tryktes i Videnskabernes Selskabs skrifter 1825 og gav ham adgang til at blive optaget i selskabet. Skriftet bygger på iagttagelser under inddæmningen af Egense Fjord og viser hvorledes en art af trådalger ved at binde indstrømmende sand kan danne et vækstlag, hvori andre planter kan gro.

## Hæder
Ridder af Dannebrog 1840. Etatsråd 1852. Algeslægten Bangia er af Hans Christian Lyngbye opkaldt efter de Hofman-Bang.

## Billeder
- Pastel 1802, muligvis af Jens Juel (Hofmansgave).
- Tegning af L. F. Smith, 1841 (Hofmansgave).
- Stik af Chrétien efter tegning af Fouquet.
- Litografi af L. A. Smith, 1856.